# Nikolaï Timkov
Nikolaï Efimovitch Timkov (russe : Николай Ефимович Тимков, 12 août 1912, Rostov-sur-le-Don, Empire russe - 25 décembre 1993, Léningrad) est un peintre soviétique russe, qui fut membre de l'Union des artistes de Léningrad, et l'un des porte-parole de l’École de peinture de Léningrad.

## Biographie
Nikolai Efimovich Timkov est né le 12 août 1912 à Rostov-sur-le-Don. En 1927-1931, il étudie au Collège d'Art de Rostov-sur-le-Don. En 1933-1939, il étudie au département de peinture à l'Académie des Arts de Léningrad. Il a étudié avec des artistes de renom et des professeurs de l'Académie Brodsky: Arkadi Rylov, M. Bernstein, Valentin Serov, A. Lioubimov, etc. En 1939, il est diplômé de l'académie Brodsky dans la classe de peinture. Son travail de diplôme est le tableau La Fête de la ville.
Après l'obtention de son diplôme, Timkov est appelé au service militaire dans la flotte de la Baltique, qui se poursuit jusqu'en 1946. Pendant la Grande Guerre patriotique et le siège de Léningrad (1941-1945), Timkov compte au nombre des défenseurs de Léningrad. En 1943, Timkov est reçu comme un membre de l'Union des Artistes soviétiques de Léningrad. Sa première exposition se tient en 1947, dans les salons de l'Union des Artistes de Léningrad. Il expose plus tard également en 1957, 1964, 1975, 1982, 1993, à Moscou, Léningrad, Rostov-sur-le-Don et d'autres villes de l'URSS. En 1987, il s'est vu décerner le titre honorifique d'artiste émérite de la République socialiste fédérative soviétique de Russie.
À partir du début des années 1960, Timkov passe tous les étés dans la région de Tver, au village de Valentinovka, villages dont les datchas sont attribuées aux académiciens. C'est là qu'il compose la plupart de ses peintures et dessine de nombreux croquis. En hiver, il poursuit son œuvre dans son atelier de Léningrad. Ses travaux des années 1960-1970 sont considérés comme ceux d'un grand maître paysagiste russe. 
Ses tableaux sont aujourd'hui exposés au Musée russe de Saint-Pétersbourg et dans d'autres grands musées d'art de Russie, ainsi que dans de nombreuses collections privées en Russie et à l'étranger. Même après sa mort, son travail est reconnu et suscite un grand intérêt à l'étranger. Deux livres publiés aux États-Unis lui ont été consacrés.
Des expositions de ses peintures ont été organisées aux États-Unis dans les villes de San Francisco (1998, 2000, 2001), Aspen (1999), New York (1999, 2001), Scottsdale (2000), Palm Beach (2000), Vail (2001), Washington (2001) et dans d'autres villes, lui apportant la renommée d'un « artiste impressionniste russe. »
Il est considéré comme l'un des peintres et paysagistes soviétiques des plus importants, et l'un des maîtres du paysage du XXe siècle.